# Julius Will
Julius Karl Will (* 14. Januar 1865 in München; † 24. März 1940 in Dresden) war ein deutscher Schauspieler und Regisseur.

## Leben und Wirken
Will war ab 1891 zunächst als Oberregisseur in der Direktion des oberschlesischen Theaters in Oels, Ohlau und Neustadt tätig, bevor er als Schauspieler nach Dresden wechselte. Nach seiner aktiven Karriere am Hoftheater gastierte er zu Beginn der 1930er Jahre in verschiedenen Orten Sachsen mit heiteren Rosseggerabenden.